# ゴテンアナゴ
ゴテンアナゴ(Ariosoma meeki)は、アナゴ科の魚である。デイビッド・スター・ジョーダンとジョン・オッタバイン・スナイダーによって、1900年に最初はCongrellus属として記載された。亜熱帯性で、日本や台湾の澎湖県等、太平洋の北西部で知られる。オスは、最大で全長53cm程になる。